# (17900) Leiferman
(17900) Leiferman (1999 FO24) – planetoida z pasa głównego asteroid okrążająca Słońce w ciągu 3,44 lat w średniej odległości 2,28 j.a. Odkryta 19 marca 1999 roku.